# Сквозь говно
«Сквозь говно» — пятый электрический студийный альбом белорусской панк-группы «Дай дарогу!». Вышел в свет 24 августа 2012.

## Об альбоме
Предыдущий электрический альбом группы «Дай дарогу!» под названием «Д.С.П.Г.» вышел в 2008 году. С той поры группа долго ничего нового не записывала. По словам лидера группы Юрия Стыльского, нужно было что-то делать, чтобы выйти из «замороженного периода». Чтобы не тратить много времени, было принято решение записывать акустический альбом. Альбом «Боли нет» вышел в 2011 году и состоял практически целиком из нового материала. В следующем 2012 году группа взялась уже за работу над полноценным электрическим альбомом.
Альбом «Сквозь говно» увидел свет 24 августа 2012 года. На альбоме 17 композиций, часть из которых ранее уже выходила в акустической версии на диске «Боли нет». Другая же часть песен — новый материал. Концертная презентация альбома прошла 22 сентября в минском клубе Re:Public. Концерт снимали на восемь камер (две из которых были на рельсах и кране) и 6 фотоаппаратов. В планах был выпуск концертного DVD, который так и не был выпущен. Часть записей музыканты опубликовали на своём YouTube-канале, в том числе и всю первую часть презентации, когда звучали песни из нового альбома.
Тематика песен на новом альбоме не изменилась. Это по-прежнему социальная лирика. По словам Стыльского, идея песни «Патрульный мент» пришла к нему после того, как в 2011 году его задержали на «молчаливой» акции протеста. Тогда люди собирались на центральных площадях своих городов и просто хлопали в ладоши. Песня «Боли нет» была написана в стиле «Ляписа Трубецкого» того периода. На прошлом акустическом альбоме эта песня бонус-треком даже была записана в дуэте с Сергеем Михалком. Песня «Чёрный дракон» представляет из себя пародию на хард-рок.
На некоторые песни («Я не ведусь», «Отравлены мозги») были сняты видеоклипы.

### Отмены концертов
Несмотря на то, что концертная презентация альбома в Минске прошла с аншлагом, с последующими концертами у группы начались проблемы. В конце октября 2012 года группа должна была выступать на фестивале Men’s Fest в Бресте. За день до концерта организатору фестиваля поступили анонимные угрозы с требованием отменить выступление «Дай дарогу!», иначе ему обещали серьёзные проблемы. Группа всё же выступила на фестивале, поскольку была там хедлайнером. Позже музыканты узнали, что их сольный концерт в Бресте и выступление на фестивале «Рок Хваля» в Гродно отменены..
В социальных сетях лидер группы Юрий Стыльский предположил, что за запретами стоит Татьяна Борищик, глава отдела по делам молодёжи Брестского горисполкома. Борищик подала в суд на Стыльского за «оскорбление чести и достоинства» и выиграла дело. Суд признал Стыльского виновным и присудили штраф в размере 10 базовых величин (1 000 000 белорусских рублей). Стыльский прокомментировал ситуацию так:

К сожалению, суд против Борисщик мы проиграли. Что и следовало ожидать! Весь этот судпроцесс мы решили не афишировать, но зато в ходе событий к нам попали очень интересные документы, которые проливают свет на многие события… К сожалению, если мы их обнародуем, волна говна накроет всех с новой силой. Нам бы этого не хотелось. В любом случае мы победили!

15 декабря 2012 года группе удалось пройти все формальные процедуры и согласования и провести концертную презентацию альбома «Сквозь говно» в Бресте. Концерт в Бресте был важен, поскольку это родной город группы. Стыльский назвал этот день вторым днём рождения «Дай дарогу!», так как начал считать, что группу уже списали в «утиль».

## Список композиций
| №                   | Название              | Длительность |
| ------------------- | --------------------- | ------------ |
| 1.                  | «Лопата»              | 2:34         |
| 2.                  | «Патрульный мент»     | 3:09         |
| 3.                  | «В синих сандалях»    | 3:39         |
| 4.                  | «Самый уникальный»    | 2:42         |
| 5.                  | «Переночевать»        | 4:28         |
| 6.                  | «10 миллионов»        | 3:24         |
| 7.                  | «Остаётся только кал» | 2:59         |
| 8.                  | «Не умирать»          | 3:06         |
| 9.                  | «Между тобой и мной»  | 2:21         |
| 10.                 | «Мочим сливу»         | 2:17         |
| 11.                 | «Отравлены мозги»     | 4:22         |
| 12.                 | «НЛО»                 | 4:06         |
| 13.                 | «Я не ведусь»         | 2:42         |
| 14.                 | «Боли нет»            | 2:53         |
| 15.                 | «Специалист»          | 3:03         |
| 16.                 | «Семья у»             | 2:31         |
| 17.                 | «Чёрный дракон»       | 4:00         |
| Общая длительность: | Общая длительность:   | 54:15        |

## Участники записи
- Юрий Стыльский — вокал, гитара
- Кирилл Скамьин — бас-гитара
- Олег Федоткин — ударные
- музыка и слова — Юрий Стыльский
- запись, сведение, мастеринг — Юрий Стыльский, Алексей Томанов
- запись ударных — Павел Шельпук
- записано на студии «Дай дарогу!»[1]

## Рецензии и награды
В целом альбом был принят критиками положительно. Сергей Будкин назвал его одним из лучших белорусских рок-альбомов года. По мнению Дмитрия Безкоровайного, если бы в Белоруссии существовал шоу-бизнес, то те тысячные аншлаги, которые группа сейчас собирает в Минске, она бы начала собирать ещё 5-7 лет назад. В целом музыку «Дай дарогу!» он определил как «пролетарский рок». Критические замечания экспертов сводились в основном к тому, что в музыке группы мало изменений в сравнении с прошлыми работами. Часть песен нового альбома уже звучала на прошлом акустическом альбоме и по мнению, например, Сергея Будкина, некоторые песни потеряли в своей «притягательности» став электрическими. Итог сайта Experty.by — 7,25 из 10.

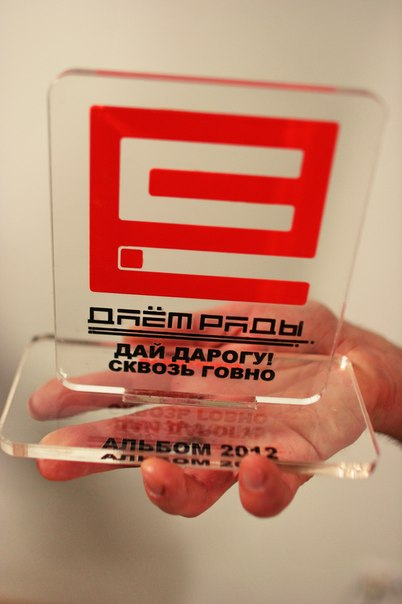
Стеклянная статуэтка «Даём рады» за альбом «Сквозь говно»

Основатель и главный редактор музыкального портала Ultra-Music.com Вячеслав Радионов похвалил новый альбом. По его мнению «Дай дарогу!» вторая по популярности группа в стране после «Ляписа Трубецкого». Радионов поставил альбому 8 баллов из 10.
В 2013 году «Еврорадио» организовало музыкальную премию «Даём рады». 1 февраля 2013 года состоялась первая церемония награждения. Награды вручались по итогам прошедшего 2012 года. Победителей в 10 номинациях определяли музыкальные журналисты путём голосования. В номинации «Альбом 2012» у всех номинантов оказалось равное количество голосов, поэтому победу разделили три альбома: «Сквозь говно» от «Дай дарогу!», Futuremental от Yellow Brick Road и «Не існуе» от Akute. Такая же ситуация повторилась и с номинацией «Группа 2012». Победителями были объявлены «Дай дарогу!» и Akute.